# Fraser Forster
Fraser Gerard Forster (Northumberland, Inglaterra, 17 de março de 1988) é um futebolista inglês que atua como goleiro. Esteve no plantel que defendeu a Inglaterra na Copa do Mundo FIFA de 2014. Atualmente está sem clube.
Emprestado pelo Newcastle ao Stockport County, Bristol Rovers e Norwich City. Também emprestado ao Celtic por duas temporadas, foi contratado em definitivo em 2012. 

## Títulos
Norwich City
- EFL League One: 2009–10

Celtic
- Scottish Premiership: 2011–12, 2012–13, 2013–14, 2019–20
- Scottish Cup: 2010–11, 2012–13
- Scottish League Cup: 2019–20

Southampton
- EFL Cup Vice-campeão: 2016–17

Tottenham Hotspur
- Liga Europa da UEFA: 2024–25